# Hans-Werner Meuer
Hans-Werner Meuer (* 7. Juni 1936; † 20. Januar 2014 in Daisbach) war ein deutscher Mathematiker und Informatiker, Hochschullehrer an der Universität Mannheim sowie Mitbegründer der International Supercomputing Conference und der TOP500-Rangliste.

## Leben
Meuer studierte Mathematik, Physik und Politikwissenschaften an der Philipps-Universität Marburg sowie der Justus-Liebig-Universität Gießen und in Wien. 1962 schloss er sein Studium in Gießen mit einem Staatsexamen ab. Während seiner Forschungsarbeit am Forschungszentrum Jülich erhielt er 1972 seinen Doktortitel in Angewandter Mathematik von der RWTH Aachen. Seit 1974 war er Professor für Informatik an der Universität Mannheim.
Von der Computerwoche wurde er 2011 auf Platz 73 der 100 wichtigsten Informatiker gelistet.
Meuer war verheiratet und hatte drei Söhne, Andreas, Martin und Thomas.
Er starb im Januar 2014 an den Folgen einer Krebserkrankung.

## Leistungen
Im Jahr 1986 gründete Meuer das „Supercomputer Seminar“. Dies wurde ab 2001 unter der Bezeichnung International Supercomputing Conference fortgeführt.
Zusammen mit Erich Strohmaier und Jack Dongarra begann er 1993 die TOP500-Rangliste der leistungsfähigsten Computer zu erstellen. Diese hieß anfangs „Mannheimer Supercomputer Statistik“.
In vielen Forschungsarbeiten widmete er sich den Themen Datenverarbeitung und Großcomputern.